# Zombie Bastards
«Zombie Bastards» (рус. Зомби ублюдки) — песня американской рок-группы Weezer, выпущенная в 21 ноября 2018 года в качестве сингла с одноимённого альбома 2019 года (он же Чёрный альбом).

## Композиция
Текст песни «Zombie Bastards» адресован фанатам Weezer, которые «застряли в прошлом» и критикуют их (группу) всякий раз, когда они меняют своё звучание. Песня содержит гитары под влиянием ска, бас в стиле даб, семплы и клавишные, которые были описаны Томом Брейханом из Stereogum как «Weezer, исполняющий стадионно-готический Spotify-кор».

## Критический приём
Рэндалл Колберн из The A.V. Club дал «Zombie Bastards» положительный ответ, заявив: «…несмотря на то, что он такой же безвкусный и перепродюсированный, как и многие другие современные релизы Weezer, у него дерзкий, парящий припев, которому должны подпевать даже самые смелые пинкертоновские фаны». Эмма Суонн из DIY была более критична к песне, заявив следующее: «„Zombie Bastards“ настолько детский, что было бы легко усомниться в этом. Если бы это было предназначено для детской аудитории, если бы это не было для, ну, ублюдков».

## Список композиций
Все тексты написаны Риверсом Куомо, вся музыка написана Риверсом Куомо и Рами Якубом.
| №  | Название          | Длительность |
| -- | ----------------- | ------------ |
| 1. | «Zombie Bastards» | 4:10         |

## Участники записи
Weezer
- Риверс Куомо — вокал, соло-гитара, клавишные
- Брайан Белл — бэк-вокал, ритм-гитара, клавишные
- Скотт Шрайнер — бэк-вокал, бас-гитара, клавишные
- Патрик Уилсон — барабаны